# 浜崎健
浜崎 健（はまざき けん、1967年8月10日 - 、）は、日本の現代美術家、画家、ギャラリーオーナー。
鳥取県鳥取市出身。大阪に拠点を置いて活動している。

## 人物
常に赤い服を着ているため、地元の大阪では「赤い人」、「赤い服の人」といえば浜崎とされるほど認知されている。サングラスのフレームから服、ベルト、靴に至るまで全身を赤一色で包み、赤い自転車に乗っている。一時期NIKEとスポンサー契約を結び真っ赤なNIKEのスニーカーを贈られていた。服はだいたい自身でデザインしたものしか身につけない。アートの一環としてライフユニフォームプロジェクトを進めている。
テレビは一切観ない(家にテレビがない)ので流行り廃りには関知しない。自分が一緒に仕事した芸能人もしくは興味のある有名人以外はほとんど芸能人を知らない。
携帯電話を持っておらず関係者は連絡を取るのに苦労している。
作品制作の傍ら(後述のインフライトペインティング)世界中の美術館に行くのが好きで、だいたいどこの美術館が誰の作品を所蔵しているのか把握している。
肉は食べない。主義、主張があるわけでなく、ただただ子供の頃から肉の味が嫌いだったからである。その反面蕎麦を異常に愛する。人との会食、打ち合わせは基本蕎麦屋でする。辛いものが嫌いでカレーを食べない。ただおいしい焼肉屋とカレー屋にはすごく詳しい。北浜のカシミールのオーナーと親交が深い。家の食器もすべて赤で統一している。
2015年7月5日に心臓発作で死にかけており臨死体験をしてからお酒を飲めるようになった。本人はそこで一度死んで生まれ変わったと思っており年齢を２つ持っている。
世界中のアーティストとも交流がありNY在住のKen Hiratsuka、London在住のMr Wim、Stik、小杉武久、等。Mr Wimからのお誘いでグラストンベリーフェスティバル(2018)に出演している。小杉武久さんのお誘いで国立国際美術館（2009）東京都現代美術館（2014）ニューヨークのホイットニー美術館（2015）あいちトリエンナーレ(2016)、に出演している。ホイットニー美術館での出演の際はニューヨークタイムズに取り上げられた。
CMディレクターの浜崎慎治は親戚にあたる。実業家の中江康人とは現在も交流がある同級生である。
バーニングマン黎明期の1999年から毎年参加しRED TEA CEREMONYのパフォーマンスを披露している。その写真がナショナルジオグラフィックに大きく載った。イスラエルで開催されるミッドバーンにも2015~2018年参加してパフォーマンスを披露している。
20代半ばだった1992年に自らのギャラリーを構え、その後は移転、改称を重ね、1997年からは南船場に、建物の内装や外装を赤一色にした浜崎健立現代美術館 (Ken Hamazaki Red Museum) を構える。自らの美術館を主宰し、現在は「飛ぶ」「寝る」「座る」の3つのテーマをアート（ライフ）ワークとして活動する、全身を赤一色で包んだ芸術家である。

## パフォーマンス
・Red Tea Ceremony
浜崎建のライフ（アート）ワークである「飛ぶ」「寝る」「座る」のうち、「座る」を体現した作品（プロジェクト）「Red Tea Ceremony」は、たたみ一畳と赤い和傘、金の茶碗を携えて世界中の様々な場所で「茶会」を催すパフォーマンス。
日本国内のみならず、ニューヨーク、パリ、イスラエルなどで茶会を催し、中でも毎年8月にネバダ州の砂漠で行われるアートフェス「バーニングマン」では、そのフェスを紹介する各国メディアにおいても、メインビジュアルとして取り上げられるなど、象徴的な存在として知られています。
後述の「丿健の三種の神’器」はRed Tea Ceremonyを具現化した三部作の作品である。
今までにRed Tea Ceremonyを行った場所(一部)
国内
世界

## 作品
・Maze Painting
・What today
・鳥獣戯画

・インフライトペインティング (IFP)
浜崎建のライフ（アート）ワークである「飛ぶ」「寝る」「座る」のうち、「飛ぶ」を具現化した作品（プロジェクト）「In-Flight Painting」は、飛行機のフライト中に作品を制作するという行為。
機内用スーツケースに、キャンバスとサインペンを詰め込み機内をアトリエに、フライト中に一作品を制作。そのフライトに所縁のあるキャラクターやランドマークを描く。
これまでに、ニューヨーク、シカゴ、サンフランシスコ、ワシントンＤ.Ｃ、バーレーン、フランクフルト、ミュンヘン、バルセロナ、マドリード、ロンドン、キューバ、イスラエル、シンガポール、マレーシアなど、訪問した都市は優に100都市を超えます。 宇宙に一番近いアトリエにで制作する世界にただ一人のアーティスト。
・寝画 (ISP)
浜崎建のライフ（アート）ワークである「飛ぶ」「寝る」「座る」のうち、「寝る」を具現化した作品（プロジェクト）
「寝画／In-Sleep Drawing」は、その名の通り、寝ながら（"寝転びながら"ではなく、完全に睡眠中に）作品を作り上げるアートワークである。毎夜就寝時に、その曜日ごとに色を変えたペンを手に括り付け、熟睡した状態に陥るとともにペインティングが始まる。
その日見た夢は作品と共に「夢日記」にしたためられ、作品にセットされる。「夢日記」とともにペイントを鑑賞することで作家の無意識にアプローチすることも、このアートワークの楽しみ方の一つである。作品は毎日インスタグラムで夢日記と共に公開されている。
"睡眠中に描く"という特異なスタイルは、作家自身のコントロール下になく、あらゆる意図から逸脱・開放されており、ダダイズムの系譜である「Unconscious Art」であり、デュシャン以降様々なアーティストが試みた作品から主観を抜く行為においてひとつの到達点である。彼は「寝るために起きている」のである。

・究極の絵画
この作品はただただ真っ白などこでも買うことのできるキャンバスである。作家にも、他の誰にも何も手を加えられてなく作家のサインもない。
売られているキャンバスと同じである。そのキャンバスに作品証明書が付けられたもの。それが作品である。
作品が破損すれば新しくその規格のキャンバスを購入すればそれが作品となる。
作品が劣化すれば新しくその規格のキャンバスを購入すればそれが作品となる。
作品を紛失すれば新しくその規格のキャンバスを購入すればそれが作品となる。
すべてにおいて作品証明書を所有していればである。
他人に譲るときは作品証明書さえ譲渡すれば自分が所有していた真っ白なキャンバスは作品でなくなり、ただの真っ白な何も描かれていないキャンバスへと戻る。
これは現代アートマーケットへの痛烈な皮肉であると同時に新たな作品の形態であり
作品の再現性、普遍性を新たな次元で創造したということになる。
まず、著名な作家は現代アートマーケットでは作品証明書がないとほとんど作品が流通しない。
それは複製技術が進化し真贋の保証を作品だけではできなくなったことが原因にある。
ギャラリー、もしくは作家によって発行された作品証明書が作品の真贋を保証する。
これからますますその傾向は強くなっていくだろう。
時には作品証明書があれば数百万、数千万する作品でも、無ければ何物にもなり得ない。
作品はそこにあり何も変わらず存在しているにもかかわらずである。
作品証明書が無いということは貨幣的価値、それ以上に作品自体の存在価値すら脅かす。
言い換えれば作品証明書がなければ作品は作品として成立しない。
昨今において作品証明書とは価値の判断基準、アートそのものの価値ともいえる。
ではこの作品においてはどうだろうか。
究極の絵画はどこでも買える真っ白なキャンバス作品である。真贋の問題でもなく普通に販売されているキャンバスなのだ。果たしてそれは作品となりうるか。
しかしそれは作品証明書がなければそれ自体の貨幣的価値、存在価値が脅かされるその他の作品と何ら変わらない。
繰り返すが現代アートマーケットでは作品証明書なしでは作品は作品として成立しない。本質的にはキャンバスに何が描かれていようが問題ではない。
ということは何も描かれていなくても問題ではないということである。
では作品の主体性はどこへ行ったのか。
この作品で重要なのは作品証明書ではなく作品証明書を重視する現代アートマーケットへのシニカルな問題提起である。
網膜的にも概念的にも無駄なものがそぎ落とされたこの作品は究極にミニマムであると同時に究極にコンセプチュアルである。
作家はこれを究極の絵画と名付けた。
・丿健の三種の神’器 

## 経歴
- 20歳で渡英し、制作をはじめる[2]
- 1992年 - 東心斎橋に最初のギャラリー「KEN HAMAZAKI ART COLLECTION (RED GALLERY)」を開設[1]
- 1994年 - 「RED GALLERY」を南船場に移転[1]（後に南船場に同種の施設が進出する先駆けであった[4]）
- 1997年 - 「浜崎健立現代美術館 (KEN HAMAZAKI RED MUSEUM)」を南船場に開設[1]
- 1999年 - バーニング・マン1999において「RED TEA CEREMONY」のパフォーマンスを行ない、以降、様々な機会に継続的にこのパフォーマンスを重ねる[5]。
- 2008年/2009年 - MISIA のツアーに参加し、各地で「RED TEA CEREMONY」のパフォーマンスを行なう[5][6]
- 2010年 - サンフランシスコで個展「Grateful Red」を開催[7]
- 2011年 - 宇宙に一番近いアトリエのコンセプトのもと飛行機のフライト中に絵画を描く「In Flight Painting」をはじめる[2]
- 2011年 - 御堂筋赤い服事件が発生した際には、犯人かと取りざたされたが、本人は否定した[3]
- 2021年 - サザビーズ　ニューヨークのオークションにて自身の作品が出品され落札される。

## 出演

### イベント
・Fuji Rock Festival  (2018年、2019年 )
・SXSW (サウスバイサウスウエスト 2019年 アメリカ合衆国テキサス州オースティン)
・Glastonbury Festival (グラストンベリーフェスティバル 2018年)
・あいちトリエンナーレ(2016年)
・Takehisa Kosugi Music Expanded ホイットニー美術館（2015年9月12日、13日）
・Fluxus in Japan 東京都現代美術館（2014年4月13日）
・小杉武久 二つのコンサート 国立国際美術館（2009年6月12日）
・ANI:ME Abu Dhabi 2016（2016年10月27日、アラブ首長国連邦アブダビ市ヤス島）
・J-POP SUMMIT （2010年, 2011年, 2012年, 2016年、アメリカ合衆国サンフランシスコ）